# بيت مورين
بيت مورين هو لاعب هوكي الجليد كندي، ولد في 8 ديسمبر 1915 في لا شين في كندا، وتوفي في 5 يناير 2000.

## وصلات خارجية
- بيت مورين على موقع دوري الهوكي الوطني (الإنجليزية)
- بيت مورين على موقع قاعة مشاهير الهوكي (لاعب أن.إتش.أل) (الإنجليزية)
- بيت مورين على موقع EliteProspects.com (الإنجليزية)
- بيت مورين على موقع Hockey-Reference.com (الإنجليزية)